# Catharsius bellus
Catharsius bellus är en skalbaggsart som beskrevs av Gillet 1918. Catharsius bellus ingår i släktet Catharsius och familjen bladhorningar. Inga underarter finns listade.